# Acirsa subcarinata
Acirsa subcarinata es una especie de molusco marino gasterópodo de la familia Epitoniidae.

## Distribución geográfica
Se encuentra  en Nueva Zelanda.